# Żytnia (Mazovia)
Żytnia [pronunciación en polaco: /ˈʐɨtɲa/] es un pueblo ubicado en el distrito administrativo de Gmina Siedlce, dentro del Condado de Siedlce, Voivodato de Mazovia, en el este de Polonia central. Se encuentra aproximadamente a 6 kilómetros al noroeste de Siedlce y a 84 kilómetros al este de Varsovia.